# DGKSP-Diskussionspapiere
Die DGKSP-Diskussionspapiere bezeichnen eine (Zeit-)Schriftenreihe zur kritischen Sicherheitsforschung, die wissenschaftliche Autoren- und politische Auslandsbeiträge als Dresdener Gesammelte Kommentare zur Sicherheitspolitik (dgksp) in deutschsprachiger Übersetzung dokumentiert, einordnet und Online seit dem Jahr 2017 zur Diskussion bereitstellt.

## Zweck, Autoren
Anliegen der Schriftenreihe ist es, das Ideengut, das im Ost-West-Konflikt in den 1980er Jahren den Ausweg aus der tödlichen Bedrohung durch gegenseitige atomare Abschreckung geöffnet hatte, lebendig zu halten, um grundsätzlich für die ‘Global Governance‘ einen Neuansatz in der Sicherheits- und Militärpolitik für die Zukunft zu begründen. In Kurzform lautet er: Nur der Übergang von konfrontativer zu gemeinsamer, kooperativer Sicherheit ermöglicht die Entmilitarisierung der Sicherheitspolitik und schafft so die Garantie für den Frieden.

## Herausgabe, Online-Abruf
Herausgabe der Publikation (Online-Ressourcen, ePaper) DGKSP-Diskussionspapiere geschieht in unregelmäßiger Folge, jeweils in Abhängigkeit von der Ausarbeitung eigener Kommentare oder von Beiträgen in den Medien. Die wissenschaftliche und sprachliche Redaktion sowie die Vorbereitung zur Edition als Online-Ressource und die Finanzierung geschehen in Eigenregie des Herausgebers.
Seit 2017 sind bisher 46 Ausgaben (circa 3340 S., siehe unten) erarbeitet und zur Langzeitarchivierung und zum kostenfreien Abruf überwiegend bei Qucosa®, dem sächsischen Dokumenten- und Publikationsserver der Sächsischen Landesbibliothek – Staats- und Universitätsbibliothek Dresden (SLUB) veröffentlicht.

## Beiträge und Dokumentationen

### Themengruppen
Die Ausgaben der Schriftenreihe beinhalten außen-, sicherheits- und militärpolitische Themen, die in der Regel aktuelle Diskussionen mit Bezug zu Russland, zur VR China, zur Ukraine und zu den Vereinigten Staaten sowie zu den Militärwissenschaften aufgreifen.
- ‘Global Governance’ – Zu einer neuen Weltordnung und zu BRICS: Nr.  40.1, 37, 36, 35, 33, 24, 20,18, 17, 15, 13, 12.
- ‘Global Governance’ – ‘Waldaj-Diskussionsklub’: Nr. 36, 27, 11.
- Zur Strategischen Stabilität und Abschreckung USA – RUS: Nr. 41, 9, 5, 1.
- Zur Militär- und Nuklearstrategie – USA, RUS, VR China: Nr. 43, 42, 39, 10, 8, 7.
- Zur Militär- und Nukleardoktrin Russlands: Nr. 44, 43, 42, 10, 8.
- Zur Militär- und Nuklearstrategie der VR China: Nr. 7.
- Zur Sicherheits- und Militärpolitik – Russland und Unionsstaat: Nr. 39, 38.1, 38.2, 34, 24, 21, 14, 6, 4, 2.
- Zur Außenpolitik Russlands – ‘Pivot to Asia’ zur VR China: Nr. 39, 32, 31, 20.
- Zu Russlands Politik zu GUS-Staaten, zum ‘Nahen Ausland’: Nr. 26, 16.
- Zum Ukraine-Konflikt und zur Militärstrategie der Ukraine: Nr. 46, 44, 41, 34, 30, 26, 21, 20, 19, 18, 16.
- Militärwissenschaften und Sicherheitspolitik im Diskurs: Nr. 46, 45, 29, 28, 25, 23, 22, 3.
- Buch (Übersetzung aus dem Russischen): Von der passiven zur aktiven Abschreckung – Russlands neue Sicherheits- und Geopolitik. (Auszug)[3] In: Nr. 43.

### Chronologie der Ausgaben
| Jahr Monat                          | Titel der Ausgabe | Titel / Inhalt der Beiträge Kommentar, Meinungsbeitrag | Autor (A) Übersetzer (Ü) | Dokumentation Titel, Inhalt | de, en, ru …     |
| ----------------------------------- | --- | --- | --- | --- | ---------------- |
| 2025, Aug./Sept. Vorabdrucke Nr. 46 | Juni-Memoranden von Istanbul (2025) Verhandlungsschritte im Ukraine-Konflikt – SiPolitik im Diskurs (VI)                                           | - Vorbemerk. zum Thema; | - (A, Ü) R. Böhme, - Agentur Interfax, - Agentur Reuters.                                                                                 | Dokumentation - Memorandum Russlands vom 2. Juni 2025; - Memorandum der Ukraine vom 1. Juni 2025; - Textoriginale (ru, en). | de, ru, en.      |
| 2025, Aug. Vorabdrucke Nr. 45       | Krieg und Kernwaffen aus russ. Sicht im Zeitalter d. Wandels in eine multipolare Weltordnung SiPolitik i. Diskurs (V)                              | - Vorbemerkungen; - (Moskau) Beitrag: Rolle d.Kernwaffen heute - (Moskau) Beitrag: Zeitalter der Kriege                                                                                      | - (A, Ü) R. Böhme - (A) D. Trenin; - (A) D. Trenin;                                                                                       | Dokumentation: - Textoriginale (ru) | de, ru.          |
| 2025, Juni Vorabdrucke Nr. 44       | Russlands militärpolit. Fazit 2024 und Memorandum 2025 zur Ukraine-Krise Sicherheitspolitik im Diskurs (IV)                                        | - Vorbemerk. zum Thema; - Redebeiträge vor Kollegium d. Vert.Ministeriums; - Memorandum RF zur Beilegung d. Ukraine-Krise                                                                    | - (A, Ü) R. Böhme - (A) W. Putin, (A) A. Belousow                                                                                         | Dokumentation: Sitzung d. Kollegiums d. VM 16.12.2024 - Reden d.Präsidenten d.RF; - Bericht des Ministers; - Memorandum 02.06.2025 - Textoriginale (ru).                                                                                              | de, ru.          |
| 2024, Dez. Vorabdrucke Nr. 43       | Konzept d. Strateg. Abschreckung und Nukleardoktrin Russlands (2024) Global Gov. (XXIV)                                                            | - Vorbemerkungen; - (Moskau) Buchauszug: Von der passiven zur aktiven Abschreckung | - (A, Ü) R. Böhme, (A) W. Schwarz - (A) D. Trenin (A) S. Awakjanz (A) S. Karaganow                                                        | Dokumentation: - RF-Nukleardoktrin 2024 - Textoriginale (ru) | de, ru.          |
| 2024, Nov. Vorabdrucke Nr. 42       | Nuklearstrategien – Veränderungen 2024 in den USA und Russland Global Gov. (XXIII)                                                                 | - Vorwort; - (Washingt.) Beitrag: ‘Neue’ US-Nuklearstrategie - (Arlingt.) Interview: Nukleargleichgewicht - (Moskau) Bericht: Nukleardoktrin RUS                                             | - (A, Ü) R. Böhme - (A) T. Postol - (A) N. Baldwin, T. Postol; - (A) P. Kotow - (A) Agentur TASS                                          | Dokumentation: - Rede W. Putin (Stenogramm, de) - Textoriginale (en, ru) | de, en, ru.      |
| 2024, August Vorabdrucke Nr. 41     | Tendenzen 2024 in der US-Außenpolitik vs. neue Konturen in der Sicherheitspolitik Russlands Global Gov. (XXII)                                     | - Vorbemerkungen; - (Washingt.) Bericht: Wechsel i.US-Außenpol. - (Moskau) Beitrag: Strategische Zügelung - (Moskau) Beitrag: Strategische Stabilität - (Moskau) Beitrag: Friedensformeln UA | - (A, Ü) R. Böhme & (A) W. Schreiber; - (A) Carnegie Endowment for International Peace - (A) D. Trenin; - (A) D. Trenin; - (A) D. Trenin; | Dokumentation: - Textoriginale (en, ru) | de, en, ru.      |
| 2024, März Vorabdrucke Nr. 40.1     | Globale militärpolitische Angstdefizite: ‘Zügelung’ versus ‘Abschreckung’ Global Gov. (XXI)                                                        | - Vorwort des Hrsg.; - (Moskau) Kommentar: Angstdefizite beenden - (Moskau) Pressestimme: Carlson nach Interview                                                                             | - (A, Ü) R. Böhme; - (A) D. Trenin; - (A) J. Kot;                                                                                         | Dokumentation: ‘Rossija-1’ Präsidenten-Interviews mit: - P. Zarubin 14.02.2024 - D. Kisseljow 13.03.2024 - Textoriginale (ru) | de, ru.          |
| 2024, Feb. Vorabdruck Nr. 39        | Russlands "Pivot to Asia": Sibirisierung Global Gov. (XX)                                                                                          | - Vorbemerkungen - (Moskau) Kommentar: Sibirisierung Russlands | - (A, Ü) R. Böhme & (A) W. Schreiber; - (A) S. Karaganow;                                                                                 | Dokumentation: - Militärdoktrin Unionsstaat - Merkblatt: US-Strat. VIK. | de, ru, en.      |
| 2023, Dez. Vorabdrucke Nr. 38       | Militärführung Russlands zum militärpolitischen Fazit 2023.                                                                                        | | - (Ü) R. Böhme; - (A) W. Putin, S. Schojgu; W. Gerassimow;                                                                                | Dokumentation Kollegium-2023 - Rede des Präsidenten und Ministerbericht; - Briefing für ausländische Militärattachés. | de.              |
| 2023, Nov. Vorabdruck Nr. 37        | Außerordentlicher BRICS-Gipfel zum palästinensisch-israelischen Konflikt. (Videokonferenz Nov. 2023) Global Gov. (XIX)                             | - Vorwort des Hrsg.; - (Moskau): Mitteilung zur Videokonferenz; - (Moskau, Běijīng): Rede der Präsidenten;                                                                                   | - (A, Ü) R. Böhme; - (A) Präsidialverw.; - (A) W. Putin, (A) Xi Jinping; - (A) BRICS-Vorsitz (RSA);                                       | Dokumentation: - Zusammenfassung des RSA-Vorsitzes beim Außerordentl. BRICS-Gipfel. | de, en, ru.      |
| 2023, Okt. Vorabdrucke Nr. 36       | ‘Waldaj’-Diskussions-Klub Forum 2023. | | - (Ü) R. Böhme; - (A) W. Putin, F. Lukjanow;                                                                                              | Dokumentation ‘Waldaj’ (2023): - Podium-Rede; Interview; - Gästefragen–Antworten. | de.              |
| 2023, Sep. Vorabdrucke Nr. 35       | XV. BRICS-Gipfel 2023 als Chance – hin zu einer neuen Weltordnung Global Gov. (XVIII)                                                              | - Vorbemerk. zum Thema; - (Moskau): BRICS-Erweiterung; - (Washing.): Rolle der Technol.-Unternehmen                                                                                          | - (A, Ü) R. Böhme & (A) W. Schreiber; - (Nr.34) W. Pawlenko - (A) I. Bremmer                                                              | Dokumentation: - XV. BRICS-Gipfel: Erklärg. v. Johannesburg; - Textoriginale (en, ru). | de, en, ru.      |
| 2023, Aug. Vorabdrucke Nr. 34       | Global Governance (XVII) im Ukraine-Prisma BRICS-Plus, Asow-Spuk, US-Eigennutz in Ukraine-Hilfe, Militärkorrespond. beim Präsidenten.              | - Vorbemerk. zum Thema; - (RUS Moskau): BRICS-Erweiterung; - (USA New York): Medien beschönigen Asow; - US-Senat (Washington): Zur US-Ukraine-Hilfe;                                         | - (A, Ü) R. Böhme & (A) W. Schreiber; - (A) W. Pawlenko - (A) L. Golinkin - (A) M. McConnell - (A) W. Putin                               | Dokumentation: - Treffen mit Militärkorrespondenten beim Präsidenten Russlands (Stenogramm); - Textoriginale (ru, en). | de, en, ru.      |
| 2023, Mai Nr. 33                    | Global Governance im Diskurs (XVI) Sammelband I–XV                                                                                                 | - Vorbemerkungen und Kommentare zum Thema Global Gov. (I bis XV); | - (A) R. Böhme & (A) W. Schreiber; | | de.              |
| 2023, Apr. Vorabdruck Nr. 32        | Zur neuen Konzeption der Außenpolitik Russlands (März 2023) Global Governance im Diskurs (XV)                                                      | - Vorbemerk. zum Thema; - (RUS Moskau): Kommentar zur Konzeption; | - (A, Ü) R. Böhme & (A) W. Schreiber; - (A) W. Pawlenko                                                                                   | Dokumentation: - Konzeption der Außenpolitik der RF v. 31.03.2023 (de) - Textoriginale (ru). | de, ru.          |
| 2023, Mrz. Vorabdrucke Nr. 31       | Gipfeltreffen Russland–China (März 2023) Global Governance im Diskurs (XIV)                                                                        | - Vorbemerk. zum Thema; - (VRCh ‘Rénmín Rìbào’): Artikel f. chines. Medien; - (RUS Moskau): Artikel f. russ. Medien;                                                                         | - (A, Ü) R. Böhme & (A) W. Schreiber; - (A) W. Putin - (A) Xi Jinping                                                                     | Dokumentation: Gipfel 2023 - Gemeinsame Erklärung RF–VRCh v. 21.03.2023 - Textoriginale (ru). | de, ru.          |
| 2023, Feb. Vorabdrucke Nr. 30       | Strategische Illusionen und Realität im Ukraine-Konflikt aus russischer Sicht (2022/23) Global Governance im Diskurs (XIII)                        | Vorwort, Kommentar, Interview: - Vorbemerk. zum Thema; - (RUS ‘Russia in Global Affairs’): Verlust der Illusionen; - (RUS Moskau): Gladiatorenkämpfe in der Ukraine;                         | - (A, Ü) R. Böhme & (A) W. Schreiber; - (A) S. Poletajew - (A) P. Skorobogatyj mit R. Puchow - (A) W. Putin, S. Schojgu                   | Doku.: Kollegium 21.12.2022 d. Verteidigungsministeriums - Rede d. Präsidenten d. RF; - Bericht des Ministers; - Anmerkungen W. Putin. - Textoriginale (ru).                                                                                          | de, ru.          |
| 2023, Feb. Vorabdrucke Nr. 29       | Akteure der DSS-Studiengemeinschaft in der Enzyklopädie.                                                                                           | Sicherheitspolitik im Diskurs (III) - Vorbem. zum Publik.-Proj. - Würdigungen der DSS | - (A) R. Böhme - (A) W. Scheler,(A) W. Schreiber                                                                                          | Dokumentation: - Akteure der DSS in der Enzyklopädie (2023) | de.              |
| 2023, Jan. Nr. 28                   | ‘DSS-Arbeitspapiere’ in der Enzyklopädie (2023).                                                                                                   | Sicherheitspolitik im Diskurs (II) - Vorbem. zum Publik.-Proj. | (A) R. Böhme | Dokumentation: - DSS-Arbeitspapiere in der Enzyklopädie (2023) | de.              |
| 2022, Dez. Vorabdruck Nr. 27        | ‘Waldaj’-Diskussions-Klub Forum 2022. Global Governance im Diskurs (XII)                                                                           | Vorwort, Kommentar, Rede: - Vorbemerk. zum Thema; - The Press United (N.Delhi): Fazit ‘Waldaj’ 2022; - Podium-Rede ‘Waldaj’ 2022                                                             | - (A, Ü) R. Böhme & (A) W. Schreiber; - The Press United (A) F. Lukjanow - (A) W. Putin                                                   | Dokumentation ‘Waldaj’-Podium: - Interview mit W.Putin; - Fragen–Antworten W.Putin. - Textoriginale (en, ru). | de, en, ru.      |
| 2022, Nov. Vorabdrucke Nr. 26       | Eskalation im geostrateg. Ringen um Ukraine und Kasachstan (2022). Global Governance im Diskurs (XI)                                               | Vorwort, Interview, Kommentar - Vorbemerk. zum Thema - (EST): Trenin-Interview - (RUS) Kommersant: Zur äußersten Grenze. - (RUS Moskau): Unionsstaat! Kasachstan – Geduld,                   | - (A, Ü) R. Böhme & (A) W. Schreiber; - (A) J. Pijrsalu, (A) D. Trenin; - IA Regnum: (A) W. Pawlenko; (A) A. Kurmanow;                    | Dokumentation: - Textoriginale (ru). | de, ru.          |
| 2022, Okt. Nr. 25                   | Dresdener Studiengemeinschaft Sicherheitspolitik in der Enzyklopädie (2022).                                                                       | Sicherheitspolitik im Diskurs (I) - Vorbem. zum Publik.-Proj. - DSS e. V. | (A) R. Böhme | Dokumentation: - Lemma Dresdener Studiengemeinschaft Sicherheitspolitik in der Enzyklopädie (2022) | de.              |
| 2022, Sep. Nr. 24                   | Zur X. Moskauer Konferenz (MCIS-2022) über Internationale Sicherheit Global Governance im Diskurs (X).                                             | Vorwort, Kommentar: - Vorbemerk. z. MCIS-2022 - (RUS) Pawlenko über neolib. Totalitarismus.                                                                                                  | - (A) R. Böhme & (A) W. Schreiber - (A) W. Pawlenko (Ü) R. Böhme                                                                          | Dokumentation MCIS-2022, - Ansprache Präsident Putin, - Rede Minister Schojgu. Textoriginale. | de, ru.          |
| 2022, Aug. Nr. 23                   | Militärwissenschaft in der Enzyklopädie (2022) Militärwissenschaften im Diskurs (II).                                                              | Vorwort, Artikel: - Vorbem. zum Publik.-Proj. - Militärwissenschaft | (A) R. Böhme | Dokumentation: - Militärwissenschaft Lemma in der Enzyklopädie (2022) | de.              |
| 2022, Juli Nr. 22                   | Militärwissenschaft im Umbruch (1990) Militärwissenschaften im Diskurs (I).                                                                        | Vorwort, Reprint: - Zum Publik.-Projekt 2022. - Reprint (1990–2022): Heft 267, Schriften der Militärakademie „Friedrich Engels“,                                                             | - (A) R. Böhme, - (A) K. Kulisch, - (A) G. Pöschel, - (A) H. Pukrop.                                                                      | Dokumentation: - Schriften der Militärakademie, Heft 267/1990 | de.              |
| 2022, Juni Vorabdrucke Nr. 21       | Die militärische Lage im Ukraine-Konflikt vs. geostrat. Info-Krieg (II). Global Governance im Diskurs (IX).                                        | Vorwort, Bericht, Kommentar: - Einordnende Vorbemerk. - (F) Cf2R Nr.29. Zur Ukraine-Lage. - (USA) Russlands Streitkräftestruktur.                                                            | - (A, Ü) R. Böhme - (A) Cf2R: J. Baud - War on The Rocks: (A) M. Kofman, R.Lee;                                                           | Dokumentation: - Textoriginale (fr, en). | de, fr, en.      |
| 2022, Mai Vorabdrucke Nr. 20        | Strategische Konzepte für Donbass – Krim Global Governance im Diskurs (VIII).                                                                      | Vorwort, Kolumne, Interview: - Vorbemerk. zu Rechtsakten - (RUS) Koms.Prawda Botschafter Chinas in RUS zu Hegemonie. - (USA) RUS vom Westen abgeschnitten.                                   | - (A, Ü) R. Böhme, - (A) Botschafter Zhang Hanhui - The National Interest J. Heilbrunn, (A) K. Remtschukow,                               | Dokumentation: - (Ukr) Anti-Terror-OperationPräs.-Erlass № 405/2014. - (Ukr) Wiedereingliedrg. Donbas Gesetz d. Ukraine (2018). - (RUS) Antwortsanktionen (2022) Erlass № 252 d. RF. - Liste Antwortsanktionen. Verordnung № 851 d. RF. Textoriginale | de, ru, en, ukr. |
| 2022, Apr. Vorabdrucke Nr. 19       | Die militärische Lage im Ukraine-Konflikt vs. geostrategischer Informationskrieg Global Governance im Diskurs (VII).                               | Vorwort und Kommentare: - (D) Über komplexen Krieg in globaler Dimension. - (F) Cf2R Nr.27. und Nr. 28: Milit. Lage Ukraine. - (RUS) „Plan B“.                                               | - (A) R. Böhme, W. Schreiber (Ü) R. Böhme - (A) J. Baud, - Redaktion „MOST“                                                               | Dokumentation: - Strategie Krim Sewastopol Präs.-Erlass №117/2021 der Ukraine: Textoriginale (ru, fr, ukr) | de, ukr, ru, fr. |
| 2022, Mrz. Vorabdrucke Nr. 18       | Russland im Ukraine-Konflikt (2022) um eine neue Weltordnung und die „Militärstrategie der Ukraine“ (März 2021) Global Governance im Diskurs (VI). | Vorwort und Kommentare: - Einordnung zum Ukraine-Konflikt. - (RUS) In InoSMI: Zur Militärstrategie Ukraine. - (RUS) Ende einer Ära. - (D) Scholz’ Rüstungspaket.                             | - (A) R. Böhme & W. Schreiber, - A. Schachow, (Ü) R. Böhme, - (A) F. Lukjanow; Aus: Das Blättchen: - (A) W. Schwarz.                      | Dokumentation: - Militärstrategie d.Ukr. 2021, Präs.-Erlass № 121/2021. - W. Putin: Ansprache a.d. Nation: - vom 21. Februar 2021, - vom 24. Februar 2021. Textoriginale (ru, en, ukr).                                                               | de, ukr, ru, en. |
| 2022, Feb. Nr. 17                   | Zum Gipfeltreffen Russland – China (Februar 2022) Global Governance im Diskurs (V).                                                                | Vorwort und Kommentare: Zur Gemeinsamen Erklärung: - (D) Geostrateg. Einführung. - (RUS) IA REGNUM. - (RUS) W. Putin für Agentur Xinhua.                                                     | - (A) R. Böhme & W. Schreiber - (A) W. Pawlenko, (Ü) R. Böhme, - (A) W. Putin                                                             | Offizielle Textfassung: - Gemeinsame Erklärung der RF u. VRCh (Febr. 2022). Textoriginale (ru). | de, ru.          |
| 2022, Jan. Vorabdruck Nr. 16        | Russland und „der Westen“ im Ringen um das strategische Kräftegleichgewicht in Ukraine u. Kasachstan (2022) Global Governance im Diskurs (IV).     | Vorwort Kommentare zum Interview: - (RUS) in IA REGNUM. Furcht der USA. - (D) Ukraine-Konflikt Wohin?                                                                                        | (A, Ü) R. Böhme, - D. Trenin, - W. Pawlenko, - W. Schreiber                                                                               | J. Tschernenko v. „Kommersant“ Interview im Carnegie Moscow Center mit Dmitrij Trenin. Textoriginale (ru). | de, ru.          |
| 2021, Dez. Nr. 15                   | Botschafter Russlands u. Chinas zu Bidens „Gipfel für Demokratie“ (2021). Global Governance im Diskurs (III).                                      | Vorwort, Kommentare zur Kolumne: - (D) Denkanstoß, Appell. - (RUS) in IA REGNUM. | (A) R. Böhme - (A) W. Schreiber, (Ü) R. Böhme - (A) W. Pawlenko, - A. Antonow, Qin Gang                                                   | In „The National Interest“: - Gemeinsame Kolumne d. Botschafter RUS u. VRCh in Washington. Textoriginale (ru, en). | de, en, ru.      |
| 2021, Sep. Nr. 14                   | Zur nationalen Sicherheitsstrategie Russlands (2021) Kommentar, Offiz. Doku.                                                                       | Vorwort - Carnegie Moscow Center: Kommentar zu ‚Strategie-2021‘. | (A) R. Böhme - (A) D. Trenin (en), (Ü) R. Böhme                                                                                           | - Strategie d. nat. Sicherheit der RF (2021). - Offiz. Bekanntmachung, - Synopse 2015–2021, - Offiz. Text (de). Textoriginale: Kommentar, Doku. | de, ru, en.      |
| 2021, Aug. Vorabdruck Nr. 13        | Zum Vertrag (2021) Russland – China Global Governance im Diskurs (II).                                                                             | Vorwort, Kommentar z. Vertr. - (D) Gemeinsame Antwort. - (RUS) in IA REGNUM. | - (A) W. Schreiber, (Ü) R. Böhme, - W. Pawlenko.                                                                                          | - Gespräch: Präsidenten Xi u. Putin z. Vertr. 2021. - Gemeinsame Erklärung RUS–VRCh, Juni 2021. - Textorig.: Pawlenko, Erkl. | de, ru.          |
| 2021, Apr. Vorabdruck Nr. 12        | China und Russland positionieren sich – Global Governance im Diskurs (I).                                                                          | Vorwort, Kommentare z. Erklär. - (D) Antwort RUS–VRCh an den Westen. - (RUS) in IA REGNUM - (USA) in NYTimes                                                                                 | - (A) W. Schreiber, (Ü) R. Böhme, - (A) W. Pawlenko, - (A) St.L. Myers.                                                                   | - Gemeinsame Erklärung Außenminister RUS–VRCh März 2021 in Guilin. Textoriginale (ru, en): - Kommentar a/RUS. - Kommentar a/USA. | de, ru, en.      |
| 2020, Dez. Nr. 11                   | Asien-/Indo-Pazifik-Region im geostrateg. Wandel und Russlands Außenpolitik.                                                                       | Vorwort - Kommentar: Geostrat. Ziele RUS im Pazifik. - Podium: Putin zu Ch–RUS; - Komm.: Zu Putins Rede.                                                                                     | - (A) W. Schreiber - (A) W. Putin, (Ü) R. Böhme - (A) W. Pawlenko, (Ü) R. Böhme                                                           | Textoriginal: (Ü) R. Böhme - Präsidialverwalt.: Stenogramm Putin im „Waldai“-Diskussionsklub (Oktober 2020). | de.              |
| 2020, Aug. Nr. 10                   | Russlands Politik zur nuklearen Abschreckung im Diskurs 2020.                                                                                      | Vorwort - Wortmeldung aus Generalstab der RF. - Militärrundschau zum Grundlagenpapier. | - (A) A. Sterlin, (A) A. Chrjapin, (Ü) R. Böhme - (A) A. Timochin, (Ü) Böhme/Laasch.                                                      | Textoriginal: (Ü) R. Böhme - Dok. Grundlagen … | de.              |
| 2020, Juli Nr. 9                    | Rüstungskontrolle im Diskurs RUS vs. USA Regeltreue und US-Compliance-Report 2020.                                                                 | Vorwort - Synopse: 2017–2020. Regeltreue RUS–USA. | - (A) R. Böhme | Textoriginal: (Ü) R. Böhme - U.S. Compliance Report 2020. | de.              |
| 2020, Juni Nr. 8                    | Russlands Politik zur nuklearen Abschreckung am Beginn der 2020er Jahre.                                                                           | Vorwort - Komm. Russlands neue Nukleardoktrin? - Carnegie Moscow zum Grundlagenpapier. | - (A) W. Schreiber, - (Ü) R. Böhme, (A) D. Trenin.                                                                                        | Textoriginale: (Ü) R.Böhme - Präs.Erlass Nr. 355. - Dok. Grundlagen … | de, en, ru.      |
| 2020, Feb. Nr. 7                    | Chinas Landesverteidigung am Beginn der 2020er Jahre.                                                                                              | Vorwort - Kommentar Weißbuch VRCh 2019. u. KPCh. - Weißbuch Ch 2019 - Weißbuch Ch 2015. | - (A) W. Schreiber - (Ü) B. Biedermann - (Ü) B. Biedermann                                                                                | Textoriginal: - China`s National Defense in the New Era (2019). | de, en.          |
| 2020, Jan. Nr. 6                    | Streitkräfte Russlands am Beginn der 2020er Jahre.                                                                                                 | Vorwort - Rede Präsident RF - Meldg. Verteid.Min. - Schlussbem. Präs. | (Ü) R. Böhme - (A) W. Putin, - (A) S. Schojgu, - (A) W. Putin.                                                                            | Textoriginale: - Text Präsidialverwalt. - Rede-Stenogramm Putin/Schojgu. | de, ru.          |
| 2019, Nov. Nr. 5                    | Multilaterale strateg. Stabilität zwischen Nuklearmächten – realistisch?                                                                           | Vorwort - Kommentar z. Bericht - Streitschrift Neue Ära d. Rüstungskontrolle. | (Ü) Böhme/Laasch; - (A) J. Tschernenko, - (A) S. Karaganow, (A) D. Suslow.                                                                | Textoriginal: (A) A. Arbatow - Bericht: Verständnis über mehrseit. strat. Stabilität. | de, ru, en.      |
| 2019, Okt. Vorabdruck Nr. 4         | Dialog und Abschreckung vs. Entmilitarisierung. | Vorwort - Dialog u. Abschreckung, Russlands Sicht. - Entmilitarisierung der Sicherheit! | - (A) R. Böhme, (A) W. Schreiber, - (Ü) Böhme/Laasch, - Autorenkollektiv, - (Ü) R. Böhme.                                                 | Textorig. (A) W. Gerassimow: - Entwicklungsrichtungen der Militärstrategie. - Die NATO hat nicht das letzte Wort. | de, ru.          |
| 2018, Dez. Nr. 3                    | Die Militärakademie in Dresden 1959–90. | Ein Rückblick – aus Anlass ihrer Gründung vor 60 Jahren. | (A) R. Böhme | | de.              |
| 2018, Feb. Nr. 2                    | Fazit des Feldzuges der Russ. Armee in Syrien (2015–2017).                                                                                         | | (Ü) R. Böhme | Textoriginal: Interview mit Generalstabschef der RF vom 26. Dez. 2017. | de.              |
| 2017, Juli Nr. 1                    | Z. Rüstungskontrolle und Nichtverbreitung (2017).                                                                                                  | E-Book bei Qucosa® DGKSP-Diskussionspapiere | (Ü) R. Böhme | Textoriginal: - Kommentar d.Außenminist. RF z. Regeltreue 2017. | de.              |
|                                     | | | | |                  |
| 2017, Feb. DSS-Ap                   | Strategie der nation. Sicherheit der RF (2015). | DSS-Arbeitspapiere Qucosa® (Test Langzeitarchiv) - Redakt. Vorbemerk. | (A, Ü) R. Böhme | Textoriginale: - Präs.-Erlass Nr. 683. - Strategie d. nationalen Sicherheit d.RF (2015). | de, ru.          |
|                                     | | | | |                  |